# Liriope muscari
Liriope muscari es una especie dentro del género Liriope, en la familia Asparagaceae, antes Ruscaceae. Es nativa del Japón. 

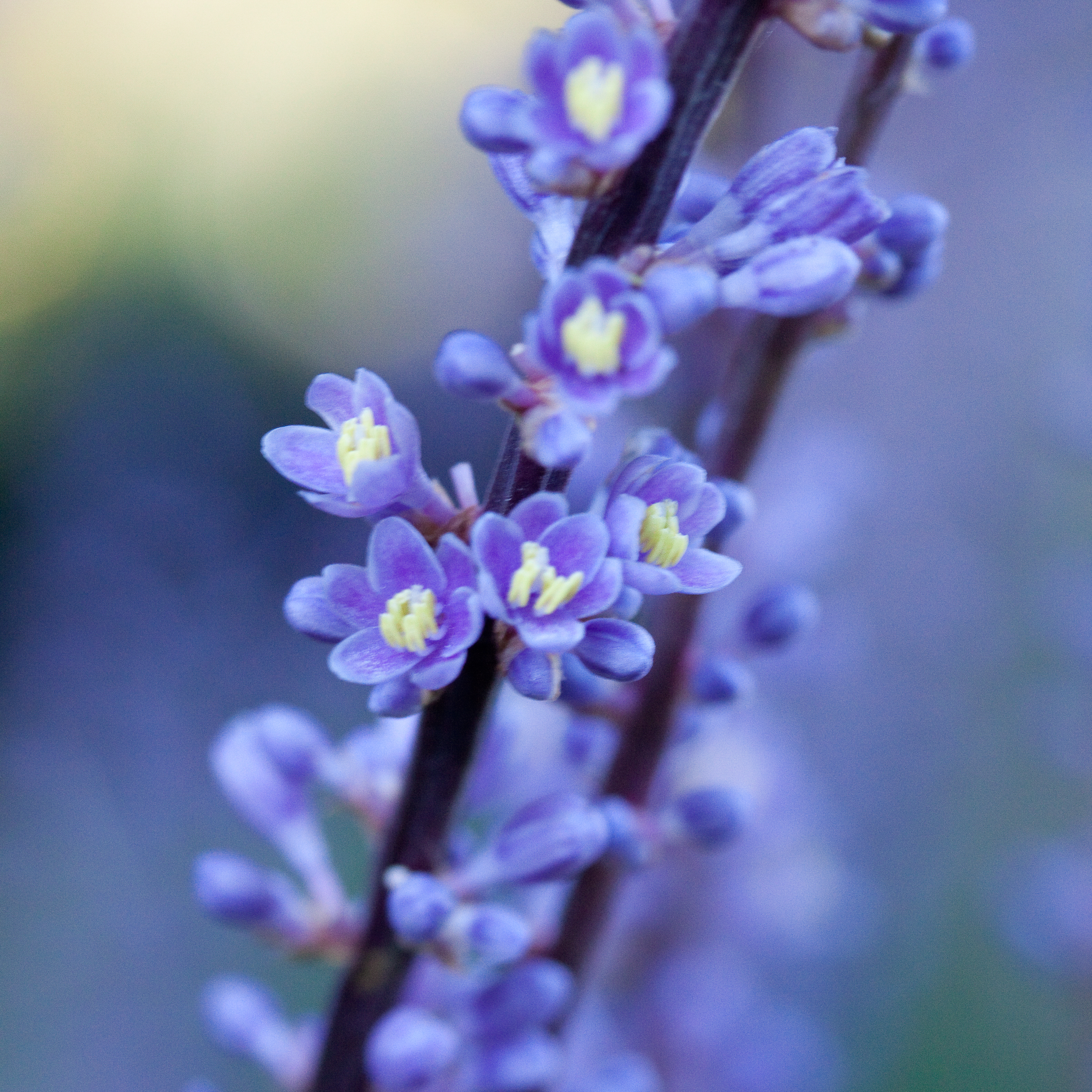
Inflorescencia

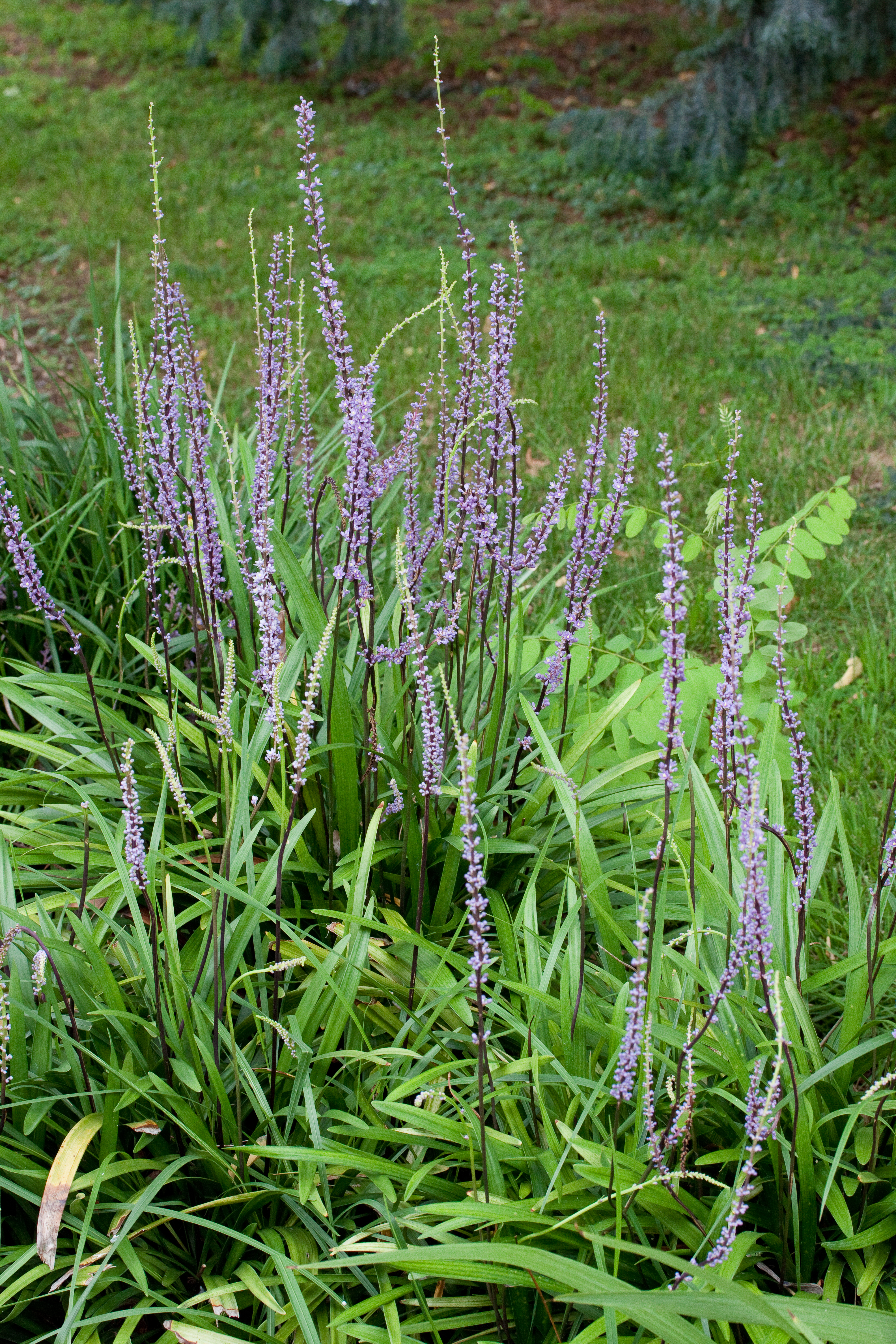
Vista de la planta

## Descripción
Son plantas bajas como hierbas. Sus hojas son alargado lanceoladas, hay variedad de hojas. El periodo de floración de esta planta perenne  es el verano y otoño. Las flores se encuentran agrupadas en espiga y son pequeñas, y de color púrpura. 
Se usan como plantas ornamentales en regiones templadas por su follaje siempreverde y se cultiva en la sombra del jardín. Hay diversos cultivares que se utilizan en jardinería como  flores de temporada. 

## Taxonomía
Liriope muscari fue descrita por (Decne.) L.H.Bailey y publicado en Gentes Herbarum; occasional papers on the kind of plants 2: 35, en el año 1929.
Sinonimia
- Liriope exiliflora (L.H.Bailey) H.H.Hume
- Liriope gigantea H.H.Hume
- Liriope graminifolia var. albiflora Makino
- Liriope graminifolia var. densifolia Maxim. ex Baker
- Liriope graminifolia var. latifolia Makino
- Liriope graminifolia var. praealba Makino
- Liriope graminifolia var. variegata (L.H.Bailey) Makino
- Liriope muscari forma albiflora (Makino) Nemoto
- Liriope muscari var. communis (Maxim.) Nakai
- Liriope muscari forma exiliflora (L.H.Bailey) H.Hara
- Liriope muscari var. exiliflora L.H.Bailey
- Liriope muscari forma latifolia (Makino) H.Hara
- Liriope muscari forma praealba (Makino) Nemoto
- Liriope muscari forma variegata (L.H.Bailey) H.Hara
- Liriope muscari var. variegata L.H.Bailey
- Liriope platyphylla F.T.Wang & Tang
- Liriope platyphylla var. albiflora (Makino) Honda
- Liriope platyphylla forma variegata (L.H.Bailey) Ishii & Hosaka
- Liriope spicata var. densiflora (Maxim. ex Baker) C.H.Wright
- Liriope spicata var. latifolia Franch.
- Liriope yingdeensis R.H.Miao
- Ophiopogon muscari Decne. basónimo
- Ophiopogon spicatus var. communis Maxim.[2][3]